# Jardins de la Tamarita
Els jardins de la Tamarita són un parc del barri de Sant Gervasi - la Bonanova de Barcelona, catalogats com a bé amb elements d'interès (categoria C).

## Història i descripció
El 1848, Feliu Palmerola i Grau vengué al fabricant Antoni Camps i Ramon una peça de terra de dues mujades plantada de vinya, coneguda com «La Tamarita», procedent de la finca del Frare Blanc o la Torre Gomis del col·legi dels dominics, suprimit durant el Trienni Liberal. El 1849, Camps hi va fer construir una casa-torre d'estil neoclàssic, segons el projecte del mestre d'obres Jaume Feliu i Castelló. Per a poder sufragar el cost de les obres, el 1852 va decidir urbanitzar una franja de terreny a ponent de la casa, segons el projecte de l'arquitecte Josep Ràfuls. L'accés es feia per un camí que pujava cap a la muntanya, i María del Sagrario Hurtado de Mendoza, vídua de Josep Joaquim de Craywinckel i de Craywinckel, s'hi va oposar, al·legant que el camí li pertanyia perquè duia a uns terrenys de la seva propietat. Finalment, el 1853, Camps vengué la finca a l'indià de Vilanova i la Geltrú Josep Antoni Salom i Jacas per 4.566 lliures i 10 sous.
A començament del segle xx, l'industrial cotoner Llorenç Mata i Pons va comprar part de la finca, i en morir l'any 1911, el seu nebot Alfred Mata i Julià en va encarregar l'enjardinament a Nicolau Maria Rubió i Tudurí. Va ser un dels seus primers treballs i hi va començar a desenvolupar el seu concepte de «jardí mediterrani», tot i que també hi va introduir elements típics del jardí renaixentista, com ara la plaça dels Quatre Continents, amb escultures de Virginio Arias. A la part de llevant hi passava el torrent del Frare Blanc, cosa que Rubió aprofità per fer tot un joc de rampes i escales, amb baranes plenes de testos amb falgueres, que dona als jardins un ambient ombrívol i humit. Entre els arbres singulars cal destacar el pitòspor arbrori (Pittosporum tobira), la xicranda (Jacaranda mimosifolia) i un gran roure pènol (Quercus robur), catalogat com a arbre d'interès local.
La torre, de planta baixa i dos pisos i coronada per dos torreons, va ser reedificada pel mateix propietari el 1919. Actualment és la seu de la Fundació Blanquerna.

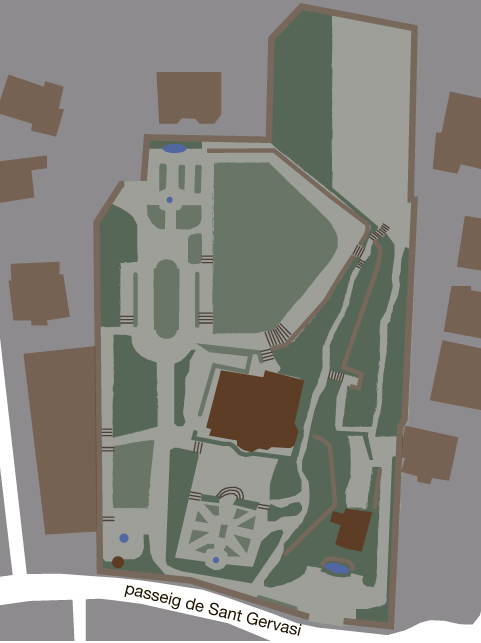
Plànol dels jardins

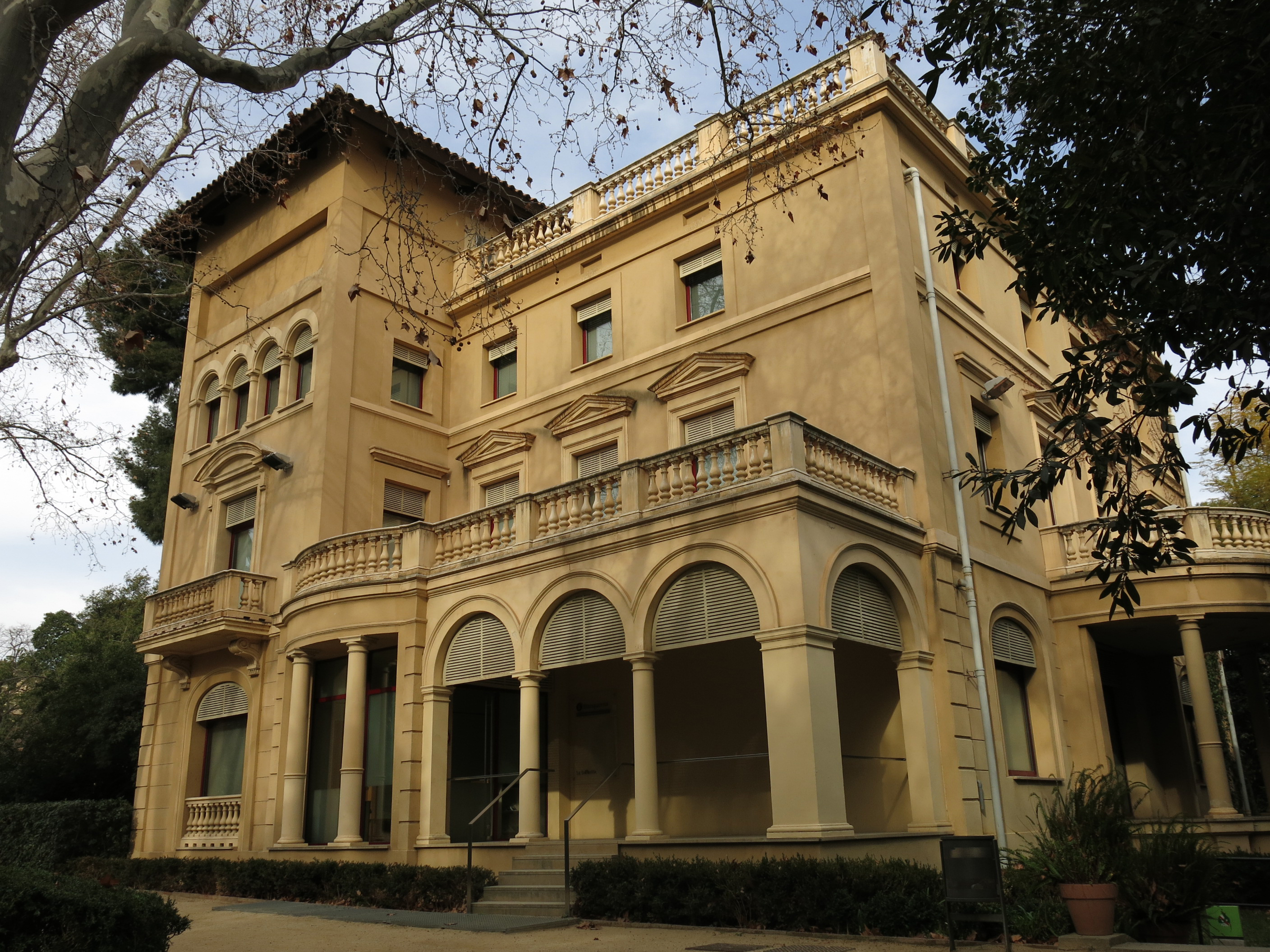
Torre de la Tamarita, actual seu de la Fundació Blanquerna